# Videle
Videle là một thị xã thuộc hạt Teleorman, România. Dân số thời điểm năm 2002 là 12015 người.